# Madrisa
Die Madrisa (in Schweizer Karten auch Gargellner Madrisa) ist ein 2770 m ü. A. hoher Berg in der Madrisagruppe im Rätikon. Er liegt in der österreichischen Gemeinde St. Gallenkirch, südwestlich des Ortsteiles Gargellen.
Nicht zu verwechseln ist die Madrisa mit dem Madrisahorn, dessen Gipfel etwa zwei Kilometer entfernt in der Schweiz liegt.